# シュヴァーバッハ

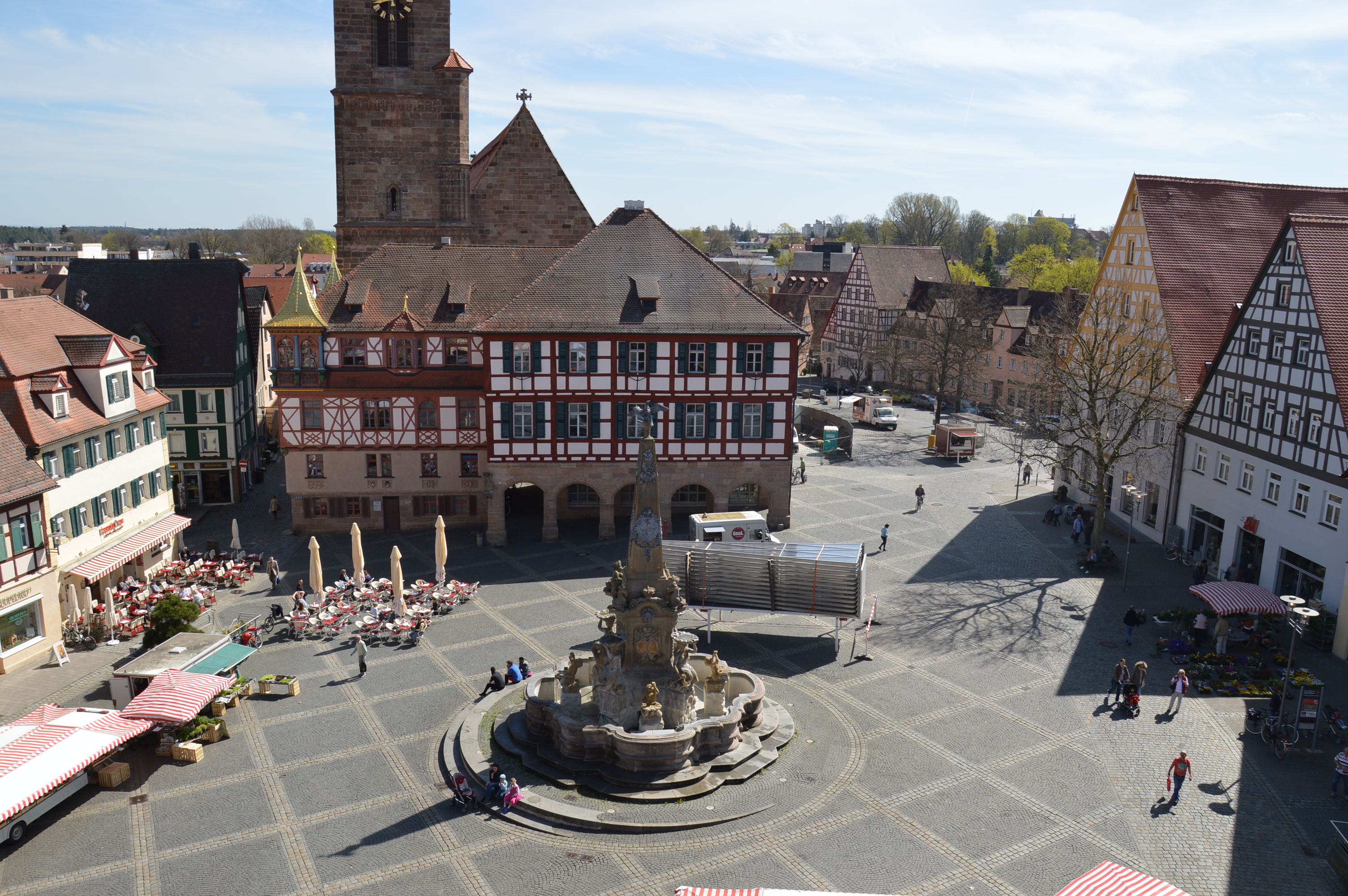
シュヴァーバッハの中心にあるマルクト広場。正面の建物が市庁舎、その奥が市教会である。

シュヴァーバッハ (ドイツ語: Schwabach, ドイツ語発音: [ˈʃvaːbax]) はドイツ連邦共和国バイエルン州ミッテルフランケン行政管区に位置する、同州最小の郡独立市である。ニュルンベルク、フュルト、エアランゲンとともに、バイエルン州に3つある大都市圏の1つを形成している。周辺地域とともにニュルンベルク大都市圏を形成しているが、これはドイツに11ある欧州大都市圏の1つである。

## 地理
シュヴァーバッハは、ミッテルフランケン盆地に位置している。地形は、南、西、北を森に囲まれており、その大部分が保安林に指定されている。東に向かってレドニッツタール（レドニッツ川の谷）の草地が開けている。レドニッツタールは2004年から欧州 Natura 2000 FFH-保護区となっている。旧市街自体は、シュヴァーバッハ川両岸の平らな谷に位置している。シュヴァーバッハ川は、市内の住宅地域の外でレドニッツ川に合流しており、市の他の地区に囲まれている。市の北部は、ニュルンベルク南部の市区と融合している。西、南、東はロート郡に完全に囲まれている。

### 市の構成

#### 合併した市区 (Stadtteile)
- 旧市街（アルトシュタット）一部が現存する中世の市壁によって形成されている。
- ジュートリヒェ・フォアシュタット（直訳: 南の市門前の町）
- ネルトリヒェ・フォアシュタット（直訳: 北の市門前の町）ニュルンベルガー門
- フォーゲルヘルト
- アイヒヴァーゼン
- ガルテンハイム

#### 地区 (Gemeindeteile)
本市には、公的な名前がついた地区が15ある
| - ディータースドルフ - フォルストホーフ - リムバッハ - ナスバッハ - オーバーバイムバッハ - オーバーマインバッハ - ペンツェンドルフ - ラウバースホーフ | - シャフトナハ - シュヴァーバッハ - シュヴァルツァハ - ウイゲナウ - ウンターバイムバッハ - ウンターライヒェンバッハ - ヴォルカースドルフ |

#### 管区 (Gemarkungen)
シュヴァーバッハには、7つの管区がある。その一部はシュヴァーバッハ地区と都市構造上結合している。それらは、かつて独立していたり、他の町に属す集落であったりした。かっこ内にシュヴァーバッハ市に合併した年とそれ以前に属していた町村名を記した。
- ウイゲナウ・ウント・フォルストホーフ（1924年、カンマーシュタインから）マイゼンラハ州有林を含む、427.780 ha
- リムバッハ・ウント・ナスバッハ（1956年、ペンツェンドルフから）、529.460 ha
- ウンターライヒェンバッハ（1960年、独立した町村: 残りはフォルカースガウとして存続したが1978年にカンマーシュタインに編入された）、231.141 ha
- オーバーマインバッハ（1972年、オッタースドルフ）、225.220 ha
- ヴォルカースドルフ: ディータースドルフ、オーバーバイムバッハ、ウンターバイムバッハ、ラウバースホーフを含む（1972年、独立した町村であった）ブリュンスト森林地区を含む 1,277.770 ha
- ペンツェンドルフ（1972年、独立した町村であった）、302.680 ha
- シャフトナハ: シュヴァルツァハを含む（1978年、クラインシュヴァルツェンローエから）、229.780 ha

#### その他の地区編入
現在の地区（上述）の他に以下の地域が市域に編入された:
- 1905年: ペンツェンドルフの一部、市立墓地、7.092 ha
- 1921年: ヴァルパースドルフの一部、フォーゲルヘルト住宅地、5.104 ha
- 1922年: ペンツェンドルフの一部、市域整備、11.126 ha
- 1924年: マイゼンラハ州有林（ウイゲナウ・ウント・フォルスツホーフを含め 427.780 ha）
- 1933年: ペンツェンドルフの一部、市立墓地、3.018 ha
- 1970年: ヴァルパースドルフの一部、ファルベンホルツ産業地区、25.121 ha
- 1972年: ブリュンスト森林地区（ヴォルカースドルフを含め 1,277.770 ha）

## 歴史
この町は、1117年に villa Suabach として初めて文献に記録されている。この集落名は、同名の川に由来する。これは基礎語の aha、ahe（古高ドイツ語で「川」を意味する）と規定語の swāb（= アレマン人）からなる。流域には元々アレマン人が住んでいた。
シュヴァーバッハは、1303年に初めて「Markt」（市場町）と記述されており、1375年に都市権を得た。

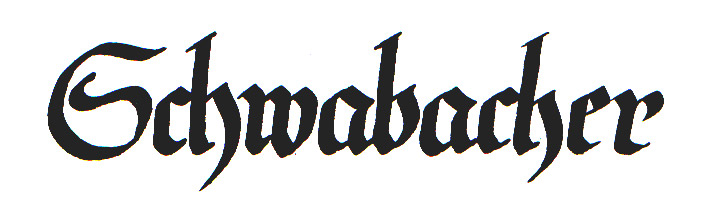
シュヴァッヒャー書体

「シュヴァーバッヒャー」と呼ばれる有名な書体は、1470年に新しい書体として開発された。この書体はブラックレターの一種であり、ルター聖書初版の書体として特に有名である。

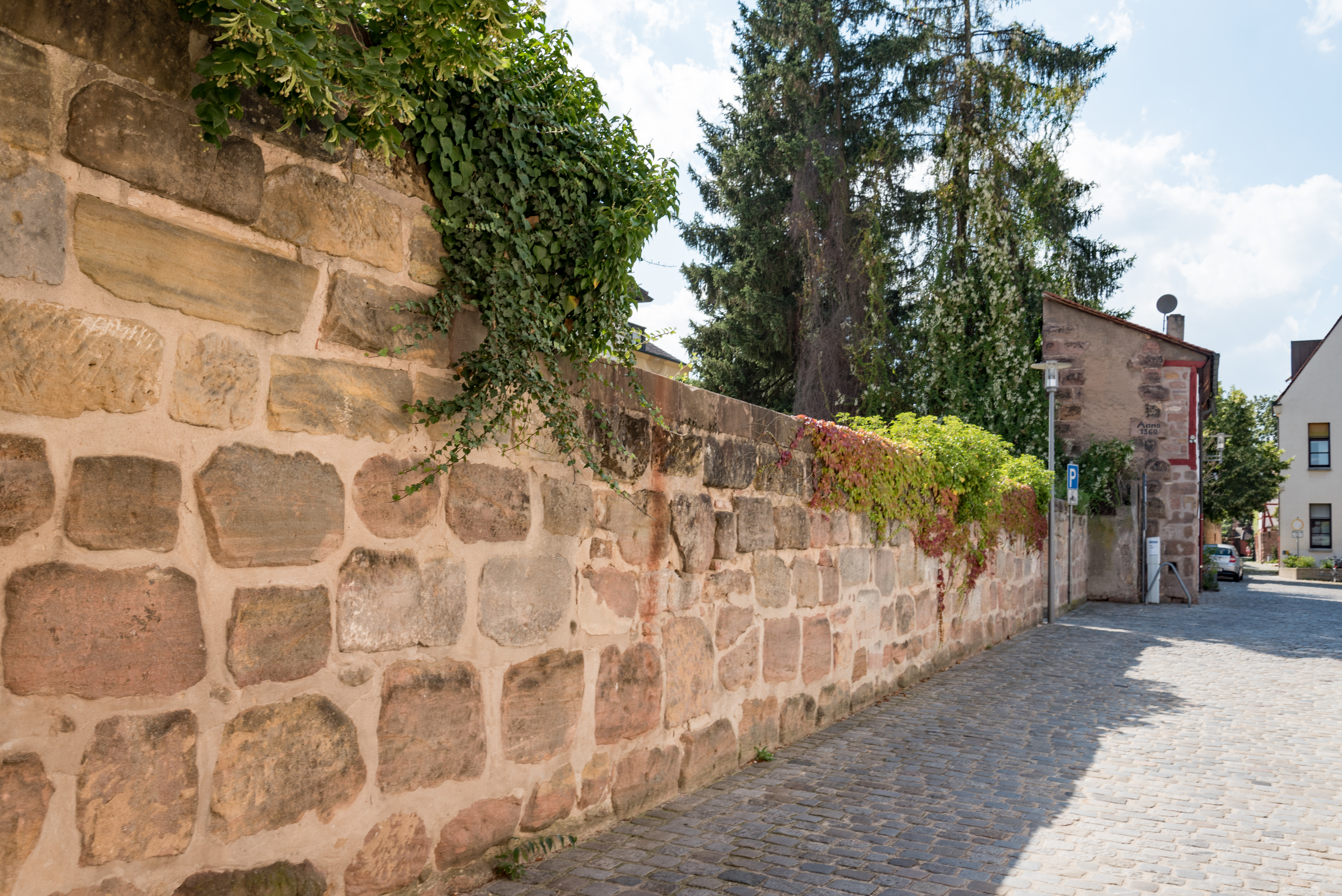
シュヴァーバッハに遺る市壁の遺構

1505年、シュヴァーバッハのバルバラ・シュヴァープが初めて魔女として拘束され、拷問され、処刑された。ブランデンブルク＝アンスバッハ侯領の魔女狩りの時代、シュヴァーバッハではこの他に5人の女性が魔女と考えられ、処刑された。
ゴシック後期の彫刻家アダム・クラフトは1590年1月21日にシュヴァーバッハに住み着いた。彼はシュヴァーバッハのギムナジウムにその名を遺している。
1528年の「ブランデンブルク＝ニュルンベルク教会法」の導入によりシュヴァーバッハに宗教改革がもたらされた。
マルティン・ルターが出席してブランデンブルク＝アンスバッハ辺境伯ゲオルクの使者とニュルンベルク市議会と間で1529年10月6日から19日に行われた会議の際、マルクト広場沿いにある旅館「ゴルデナー・シュテルン」（直訳: 金の星）で、フィリップ・メランヒトンによるシュヴァーバッハ条項が執筆された。この17箇条は、トルガウ条項とともにアウクスブルク信仰告白の基礎をなすものである。宗教改革におけるその重要性から、シュヴァーバッハは2015年に欧州福音主義教会共同体から「欧州宗教改革都市」の称号を与えられた。
三十年戦争でシュヴァーバッハは、1632年7月1日にヴァレンシュタイン軍によって占領された。5日間の略奪行為の後、暴徒と化した兵士は街の大部分を破壊した。水車小屋の娘アナ・ヴォルフがこの事件を書き記している。その後、年代記の記述によれば、シュヴァーバッハは広く荒廃し、人々が離れ、路面に草が生える状態となった。
三十年戦争後、まずオーストリアとオーバープファルツの宗教難民が、1686年からはフランスのユグノー教徒がこの街に住み着いた。後者は、ボックスローエに「フランス人教会」と呼ばれる独自の教会を建設した。
1709年に、シュトゥットガルトからボイテルスバッハ/ヘッパハ、ショルンドルフ、グミュント、エルヴァンゲン、シュヴァーバッハを経由してニュルンベルクへ至るヴュルテンベルクの「ラント＝ポスト＝オードヌンク」の郵便馬車コースが完成した。マルクト広場沿いの「ハウス・ツーア・ゴルデネン・ガンス」（金のガチョウ館）は、旧郵便宿駅として重要である。
1797年11月5日にヨハン・ヴォルフガング・フォン・ゲーテがこの街で最も古い旅館「ツーム・ヴァイセン・ラム」（直訳: 白い羊亭）に宿泊した。「ゴルデネン・ガンス」が高かったためであった。旅館「ゴルデン・ガンス」には、1547年にザクセン選帝侯ヨハン・フリードリヒが短期間捕らえられていた。これ以後このマルクト広場沿いの建物は「侯爵の宿」と称し、ヘッセン方伯フィリップも意に反してここに収容された。その後ここにはアンスバッハ辺境伯、スウェーデン王グスタフ2世アドルフ、皇帝軍のヴァレンシュタイン元帥などが宿泊した。中庭には、当時の典型的な旅館兼宿駅として、ヴォールトの厩舎があったが、その後1849年に鉄道が完成するまで、この「侯爵の宿」は帝立の宿駅としても利用された。
1500年からフランケン帝国クライスに属していたシュヴァーバッハは、1792年から短い期間ながらプロイセン王国領となったが、ナポレオンの下でのヨーロッパ再編に伴いアンスバッハ辺境伯領とともに、1806年にバイエルン王国領となった。1805年12月15日のシェーンブルンの和約でプロイセンは旧アンスバッハ＝バイロイト侯領をハノーファー選帝侯領と交換にフランスに割譲しなければならなくなり、1806年1月1日に新たにバイエルン王国領となったのである。
シュヴァーバッハには1912年まで塔の番人がいた。
1934年/1935年にシュヴァーバッハは、「アウフ・デア・ライト」兵舎を有する軍の駐屯地となった。シュヴァーバッハの NSDAP-都市グループ結成には、シュヴァーバッハの教員養成所で教育を受けて短期間教師および突撃隊員としてシュヴァーバッハに滞在したフリッツ・シェラーが関与した。彼はその後ノイシュタット・アン・デア・アイシュでユリウス・シュトライヒャーに引き立てられてキャリアを重ね、ガウの宣伝指導者代理となった（1934年）。第二次世界大戦でシュヴァーバッハは、早くも1941年10月13日0:45から2:00まで最初の爆撃を受けた。この攻撃で11人が死亡した。最後の爆撃は、ニュルンベルクの戦いが激烈を極めた1945年4月18日に行われた。1945年4月19日の降伏により、シュヴァーバッハの破壊は止んだ。
「Gedenkbuch – Opfer der Verfolgung der Juden unter der nationalsozialistischen Gewaltherrschaft 1933–1945」には10人のシュヴァーベン住民の犠牲者の名前が記されている。
戦後、兵舎はアメリカ軍に利用され、オ・ブライエン兵舎と改名された。1969年シュヴァーバッハの辺境伯ホールでドイツ国家民主党 (NPD) のドイツ全国党大会が開催された。1992年にアメリカ軍が撤退し、広大な敷地がドイツ連邦共和国に返還された。現在ここは、グリュンダーツェントルムを有する住宅地・産業地の混交地となっている。
1972年7月1日の郡域再編までシュヴァーバッハは同名のシュヴァーバッハ郡の郡庁所在地であったが、この時から郡独立市に完全に移行した。
旧市街の近代化は、1979年にヨーロッパ＝ノストラ＝メダルを授与された。郡域再編によって本市は郡庁所在地としての地位を失い（旧シュヴァーバッハ郡の町村はニュルンベルクとシュヴァーバッハに編入された）、ニュルンベルクに直接接することとなった。この街は、ニュルンベルク - フュルト - エアランゲン - シュヴァーバッハの互いに境を接する4つの郡独立市が形成する都市軸に組み込まれている。
1972年1月1日に、廃止された町村ビューヒェンバッハとオッタースドルフの一部がこの街に編入された。1972年7月1日には、それまで独立していた町村ペンツェンドルフと、廃止されたヴォルカースドルフの一部で1959年10月13日までディータースドルフと呼ばれていた地域がこれに加わった。郡域再編以降、シュヴァーバッハのナンバープレート「SC」は、ドイツで9つの稀少ナンバープレートの1つとなっている。
2012年にシュヴァーバッハで、「フランケンの女性たち」をモットーに第7回「フランケンの日」が開催された。
シュヴァーバッハは2015年から「フェアトレード都市」を称している。多くの個人、大小のオフィス、学校、教会が参加して、フェアトレード製品を購入することで、南北問題に関する生活環境を改善しようとしている。フェアトレード大使マンフレート・ホルツから賞状が授与された。
シュヴァーバッハは2017年に900年祭を祝い、数多くの祝典、文化イベント、特別な展覧会が開催された。

### 人口推移

1800年から2017年までの人口推移

## 行政

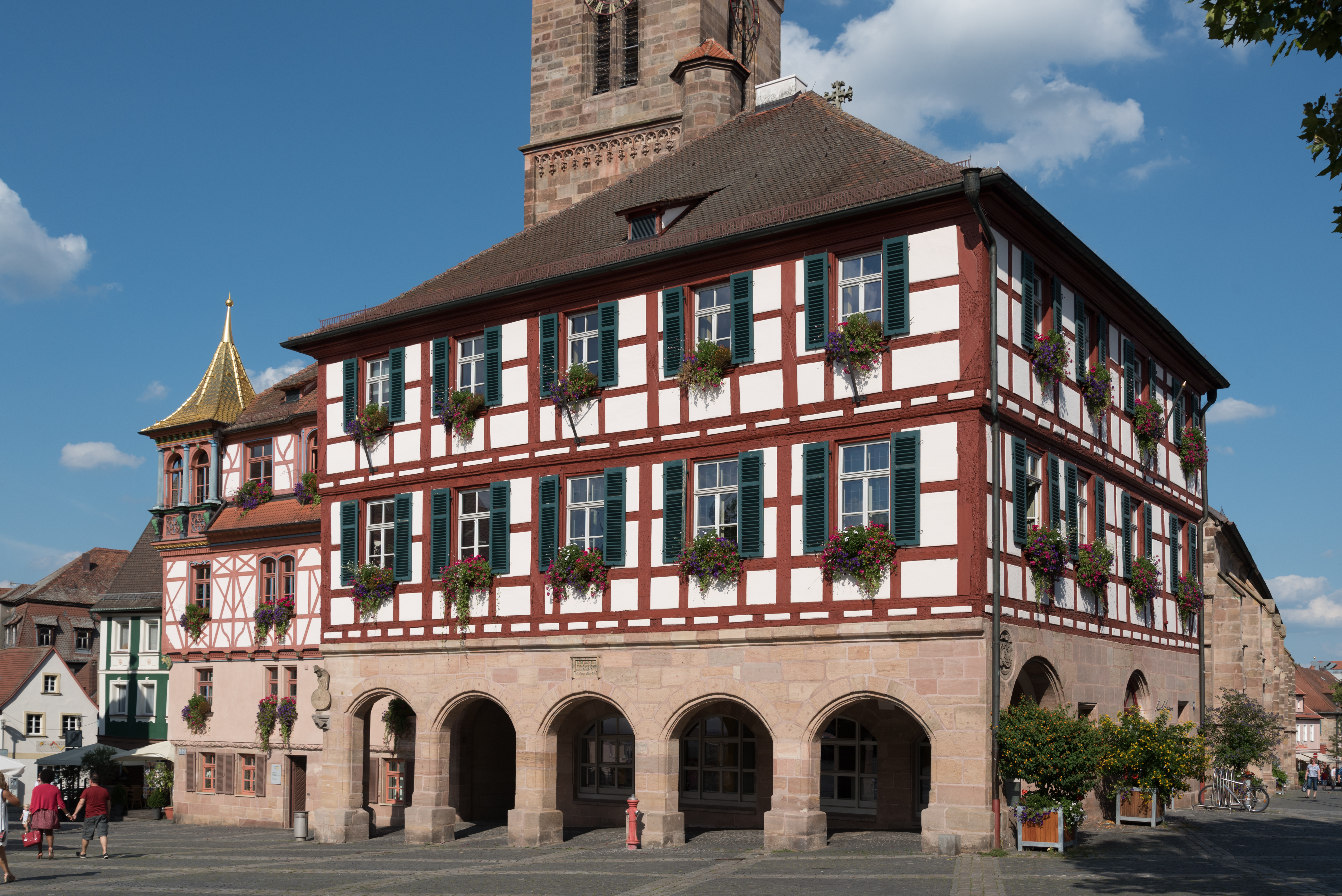
シュヴァーバッハ市庁舎。左端に黄金の屋根の小塔が見える。背後に一部が見える大きな塔は市教会のものである。

### 議会
1945年から2008年まで社会民主党 (SPD) が上級市長および議会の多数派を占めていた。2008年の市議会議員選挙で CSU が SPD の議席数を上回った。
2020年3月15日の選挙結果を以下に示す。この選挙の投票率は 52.6 % であった。
| 政党   | CSU | SPD | Grüne | FDP | FW | 左翼党 | 合計 |
| ------ | --- | --- | ----- | --- | -- | ------ | ---- |
| 議席数 | 14  | 10  | 10    | 2   | 3  | 1      | 40   |
| 増減   | -4  | -1  | +4    | +1  | -1 | +1     | -    |

### 上級市長
シュヴァーバッハの都市行政は、1945年から比較的大きな継続性を有していることを特徴としている。第二次世界大戦から2008年までに上級市長に就任したのはわずか2名だけであった。ハルトヴィヒ・ライマンは、その就任時にはバイエルン州の郡独立市の中で最も若い上級市長で、退任時には最も任期の長い上級市長であった。その後任のマティアス・テュラウフも就任時にはバイエルンの郡独立市で最も若い上級市長であった。
- ハンス・ホヘダー (SPD) 1945年 - 1970年
- ハルトヴィヒ・ライマン (SPD) 1970年 - 2008年
- マティアス・テュラウフ (CSU) 2008年 - 2020年4月30日
- ペーター・ライス (SPD) 2020年5月1日[19] -

### 都市行政機構
都市行政は市内の多くに多くの庁舎を有している。行政機構は以下の部局に分けられる。
- 内務と学校
- 権利、環境、社会福祉
- 財務と経済
- 都市計画と建設

### 紋章
|  |  |
|  |  |

図柄: 赤地。銀色のアーチ橋の上に青い屋根と鋸壁を持つ塔。その右（向かって左）横に、金地に赤い爪と嘴を持つ黒い鷲が描かれた小盾。その左（向かって右）横に、青地に金の小長方形図形を散らした中に赤い爪を持つ金の獅子が描かれた小盾。
解説: シュヴァーバッハの最初の紋章は左右二分割され、向かって左は赤地で、斜め十字に組み合わされた2本の金のビール用柄杓。向かって右はホーエンツォレルンの黒 - 白の市松模様。この紋章は、この街のビール醸造業の重要性と街の領主であるホーエンツォレルン家のニュルンベルク城伯を表している。この紋章はニュルンベルク城伯フリードリヒ5世によって認可され、1371年8月9日の文書の印章に初めて見られる。
2つめの紋章は、四分割で、城伯の獅子、ホーエンツォレルン家の配色、ビール用柄杓が描かれたもので、1480年にブランデンブルク選帝侯アルブレヒト・アヒレスによって認可された。
1808年にシュヴァーバッハがバイエルン領となった際、紋章はわずかに変更されただけであった。ホーエンツォレルンの黒と白の配色からバイエルンの白 - 青の配色に、城伯の獅子からプファルツの獅子に変更がなされた。
1953年に最終的に現行の紋章が承認された。1329年の辺境伯の印章に用いられていた要素が採用された。それは赤地に円形アーチの上に鋸壁を頂上に戴いた塔に、帝国鷲とナッサウの獅子を描いた2つの小盾を配したものであった。

### 姉妹都市
- レ・サーブル＝ドロンヌ（フランス、県）この大西洋岸の街とは1973年に最初のコンタクトがあり、1975年2月7日に姉妹都市協定が締結された。この姉妹都市協定から1985年に両都市と、セネガル西部ゴサス（ファティック州）のカトリック教会が運営する農業学校に対する援助/協力協定が結ばれた。
- ケメル（トルコ語版、英語版）（トルコ、アンタルヤ県）1998年。この姉妹都市協定は、ミッテルフランケンにおける3件目のドイツ - トルコ間の姉妹都市協定であった。
- カランバカ（ギリシア、トリカラ県）UNESCO世界遺産に登録されているメテオラ修道院群の麓にあるこの小都市との姉妹都市協定は、2002年にシュヴァーバッハで、2003年にカランバカで署名された。
- 深圳市（中華人民共和国、広東省）この姉妹都市協定は、ニュルンベルク地域（ニュルンベルク、フュルト、エアランゲン、シュヴァーバッハの4市とニュルンベルガー・ラント郡、ロート郡、フュルト郡、エアランゲン＝ヘーヒシュタット郡の4郡）との、いわゆる「姉妹地域」の枠組みに基づいている。この姉妹都市協定は1997年に締結された[21]。

## 文化と見所

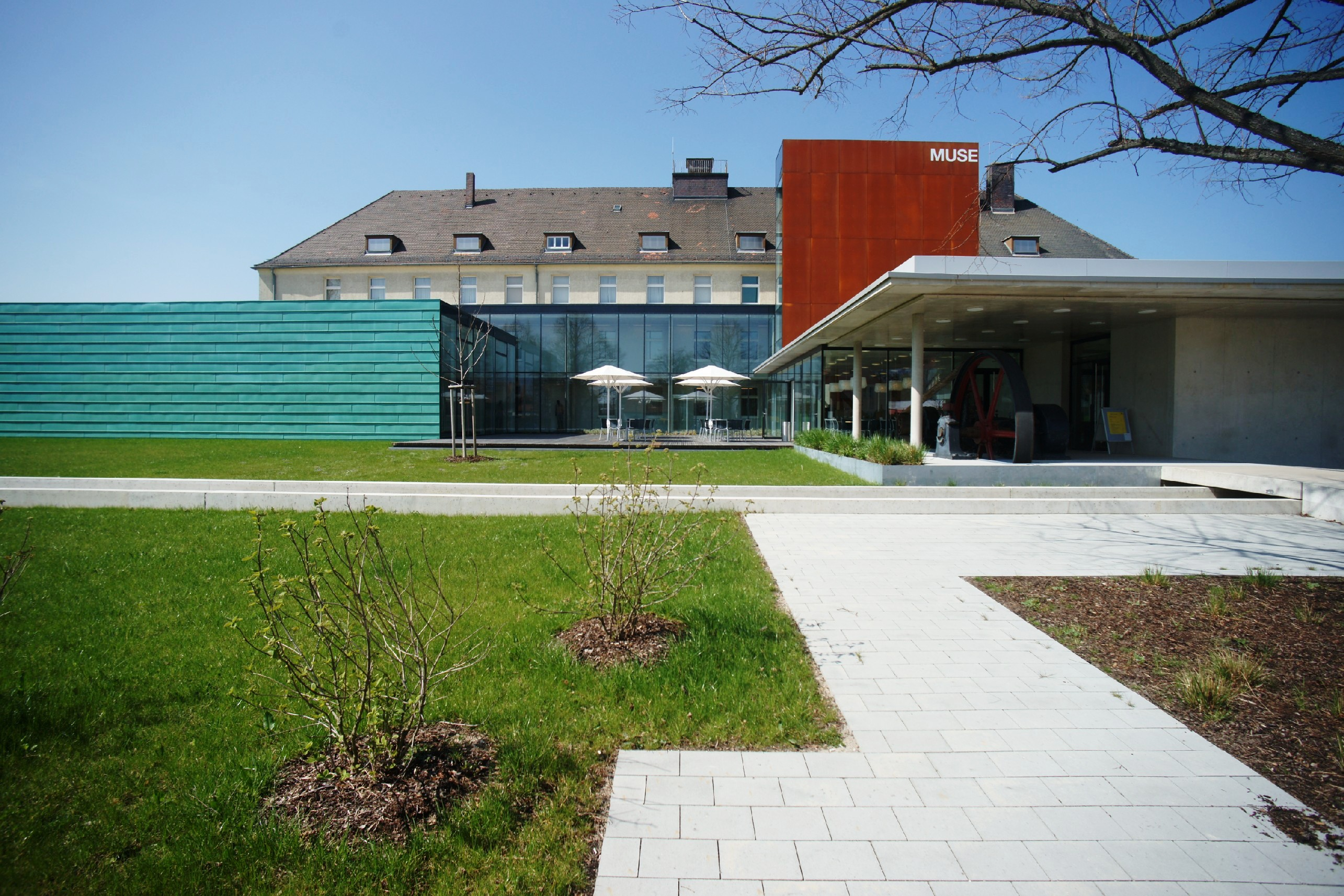
シュヴァーバッハ市立博物館

### 市立博物館
かつての兵舎に入居している博物館は地元の手工業や産業およびツンフトに関するコレクションを所蔵している。自然保護・野鳥保護国際連盟の創始者カール・ヴェングラインによって収集された卵博物館部門を有している（珍しいファベルジェのイースターエッグを所蔵する）。特別なコレクションとして、かつてドイツの植民地であった東アフリカの民俗的アンティーク（武具、装飾具、織布、アフリカの習俗用具）がある。2005年11月20日から市立博物館はフライシュマン社の世界最大の玩具コレクションを、展示面積 800 m2 を使って展示している。この他に1945年から1992年までの本市におけるアメリカ軍の歴史を展示するセクションもある。この博物館は北バイエルン工業街道の一部である。

### ユダヤ博物館
シュヴァーバッハのフランケン・ユダヤ博物館は2015年6月初めに開館した。この博物館はシナゴーゲンガッセのかつてのユダヤ人住居跡にある。この建物内で、後期バロック時代の印象深い壁絵が描かれた仮庵が発見された。シナゴーグ、ラビ館、学校、ユダヤ人農場の一部や家庭といった数多くの歴史的建造物が保存されている。たとえば、カール・マルクスの祖先の家などである。

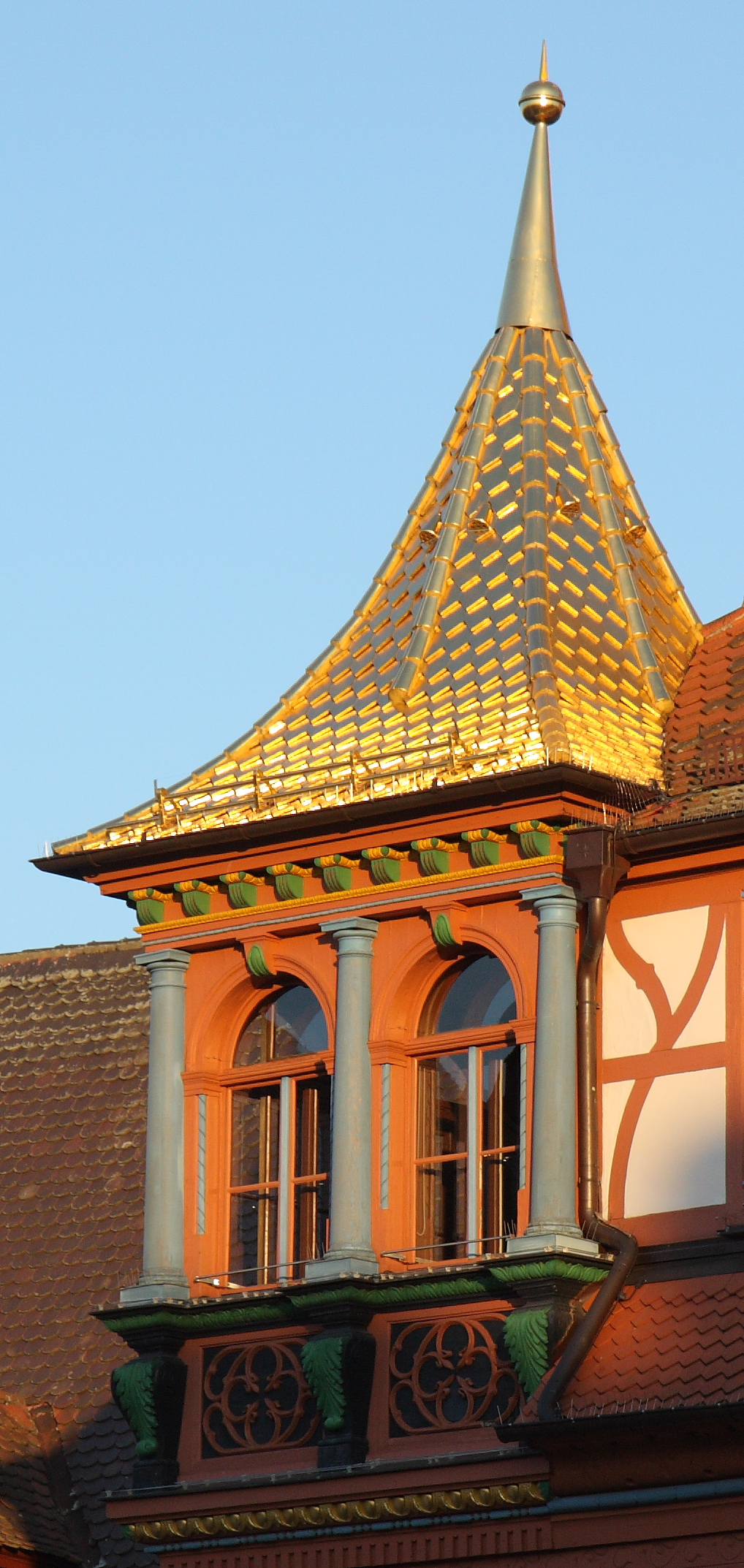
市庁舎の黄金の屋根

### 建築
- 「市庁舎」黄金のホールと黄金の屋根を有する。この市庁舎の大会議ホールは、14,000枚のシュヴァーバッハの金箔（クルト・ゼーヴェリンとマックス・フリーゼによる）が用いられており、フリーズには重要なシュヴァーバッハの企業名を刻んだ装飾がなされている。これにちなんでこのホールは「黄金のホール」と呼ばれる。このホールは1974年1月15日に火災による損傷を受け、2000年から2002年に修復された。

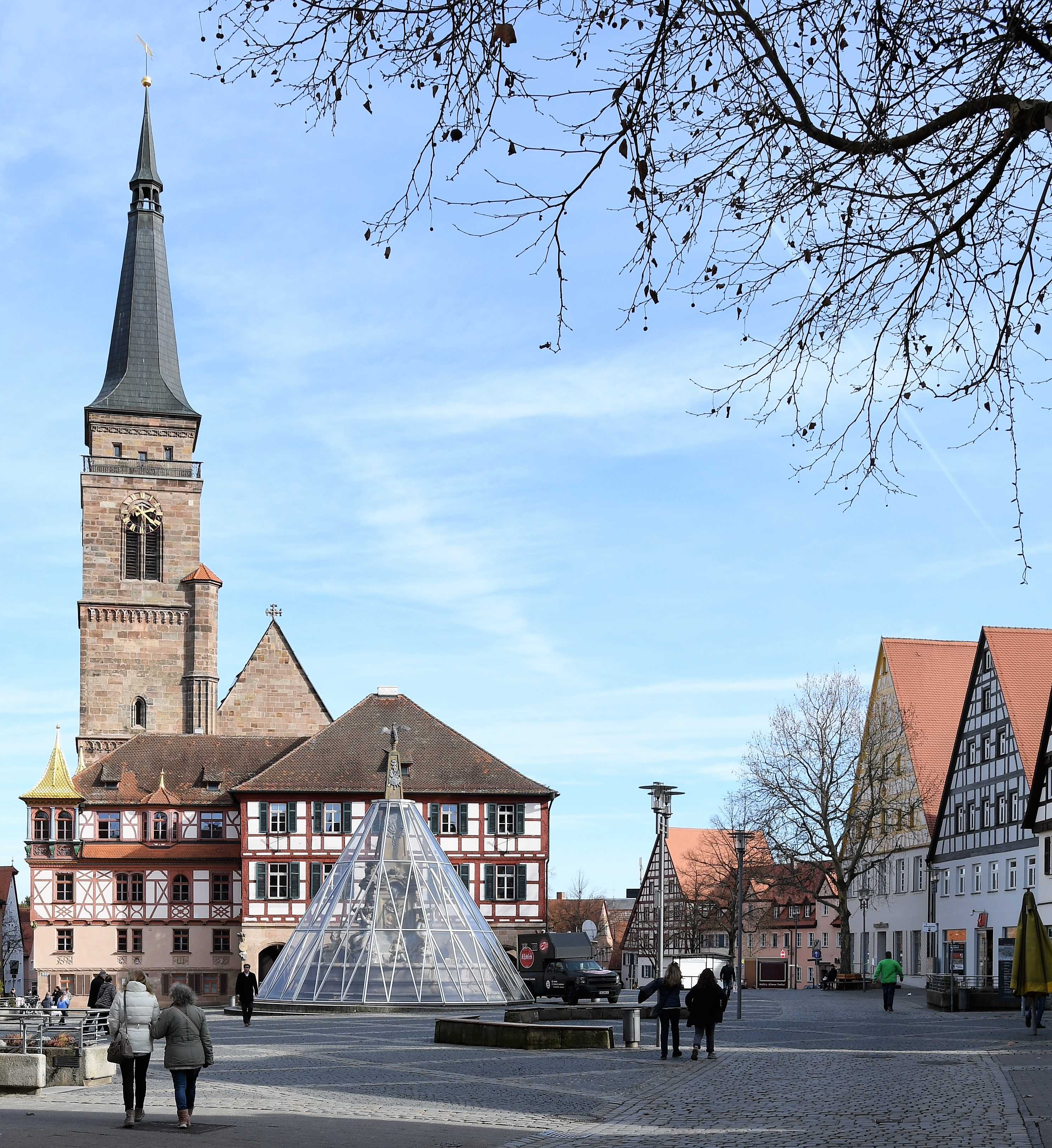
市庁舎と聖ヨハネおよび聖マルティン市教会

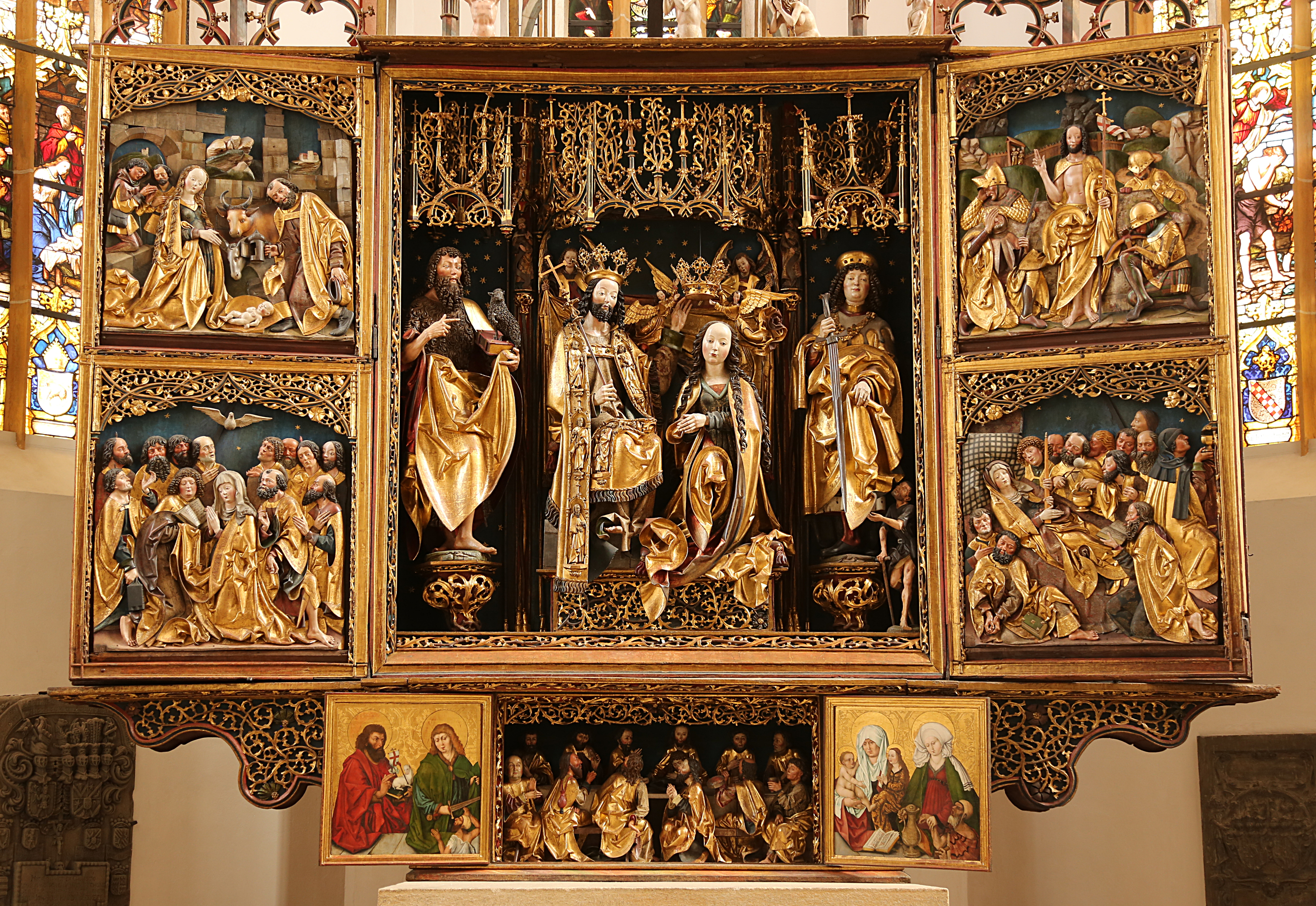
聖ヨハネおよび聖マルティン市教会の「シュヴァーバッハの祭壇」

- 「辺境伯の貨幣鋳造所」
- 「金箔師の工房」

#### 教会
- 聖ヨハネおよび聖マルティン市教会、アルブレヒト・デューラーの師匠にあたるミヒャエル・ヴォルゲムートが製作した主祭壇「シュヴァーバッハの祭壇」を有している。木彫を含むこの後期ゴシック様式の有翼祭壇（1508年完成）は金箔を利用した古典的な作例の1つである。
- 福音主義＝ルター派の施療教会聖アントニウスおよび聖エリーザベト教会（内市街の福音主義＝ルター派教会で最古のもの）
- 福音主義＝ルター派三位一体教会（かつての墓地教会）
- 福音主義＝改革派のフランス教会
- ウンターライヒェンバッハ聖ヤーコブス教会（ヤコブの巡礼路）
- 福音主義＝ルター派シュヴァーバッハ＝ゲツセマネ教会
- シュヴァーバッハ＝ディータースドルフの福音主義＝ルター派ゲオルクス教会
- シュヴァーバッハ＝ウンターライヒェンバッハの福音主義＝ルター派教会
- シュヴァーバッハ＝ヴォルカースドルフの福音主義＝ルター派クリストフォルス教会
- 福音主義メソジスト教会
- 福音主義改革派教会
- バプテスト教会シュヴァーバッハ
- カトリック聖ゼーバルト教会。内陣の聖霊降臨や、身廊の磔刑前のミサと聖餐のフレスコ、天井の父なる神と天使を描いた古いフレスコは、1947年にミュンヘンのネオバロックの画家ヨーゼフ・ヴィットマンが描いた。12使徒と福音記者を描いた壁のフレスコは、天井のフレスコの原案と同様にレーゲンスブルクの司教区博物館に収蔵されている。祭壇左翼の聖ミカエルもヨーゼフ・ヴィットマンが制作した（1947年）。ヨーゼフ・ヴィットマンと当時の聖ゼーバルト教区の司祭ヨーゼフ・ゲオルク・ユプラーとの間のフレスコ制作に関する書簡は教会の文書庫に保管されており、1951年以降の修復に関する刊行物も同じ場所にある。
- カトリックの聖ペーターおよびパウル教会
- ヴォルカースドルフのカトリック聖家族教会
- ディータースドルフのカトリック聖ヘドヴィヒ教会
- ギリシア正教会
- エホバの証人の王国ホール
- 新使徒派教会
- キリスト教バプティスト教会

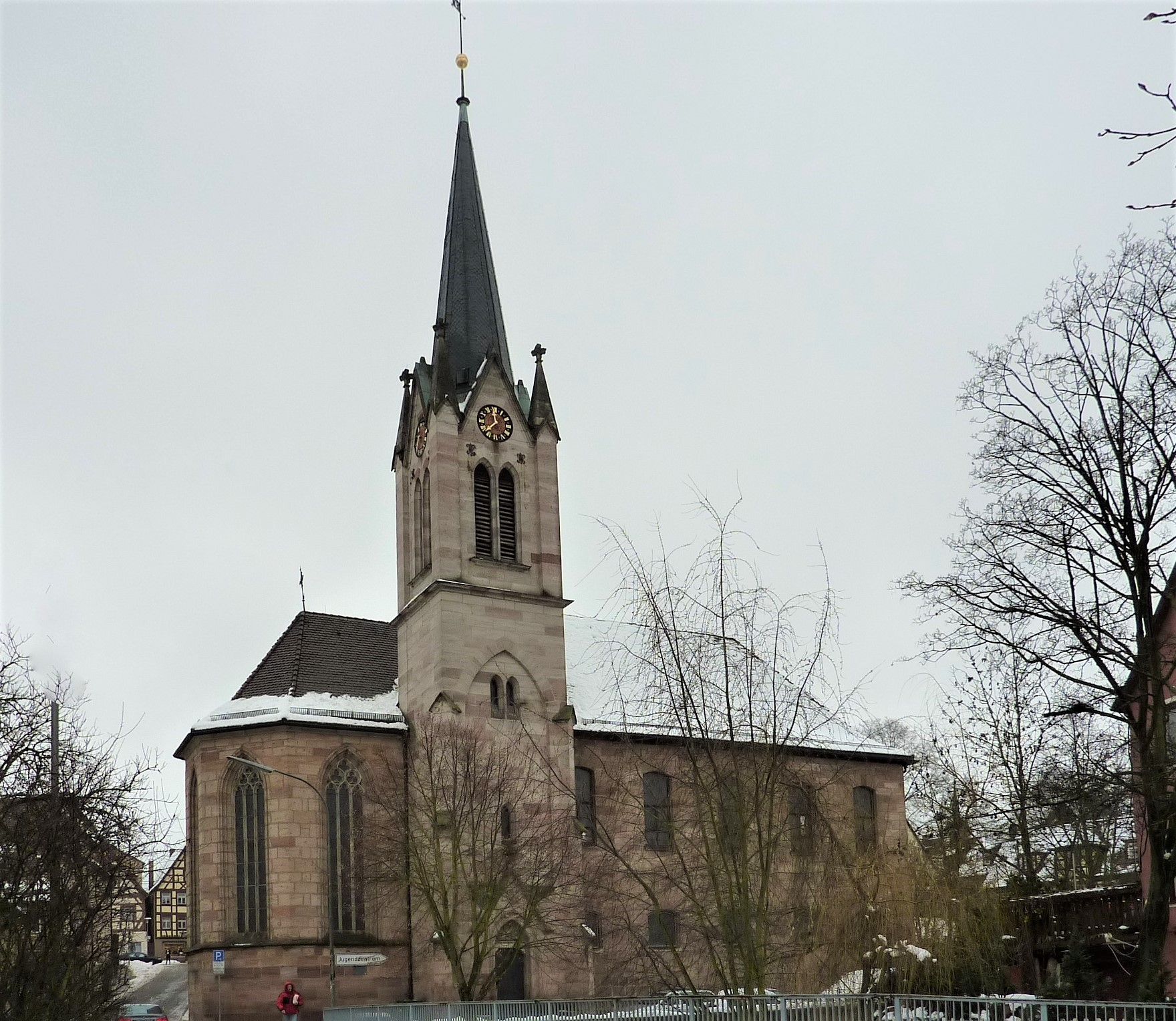
施療教会
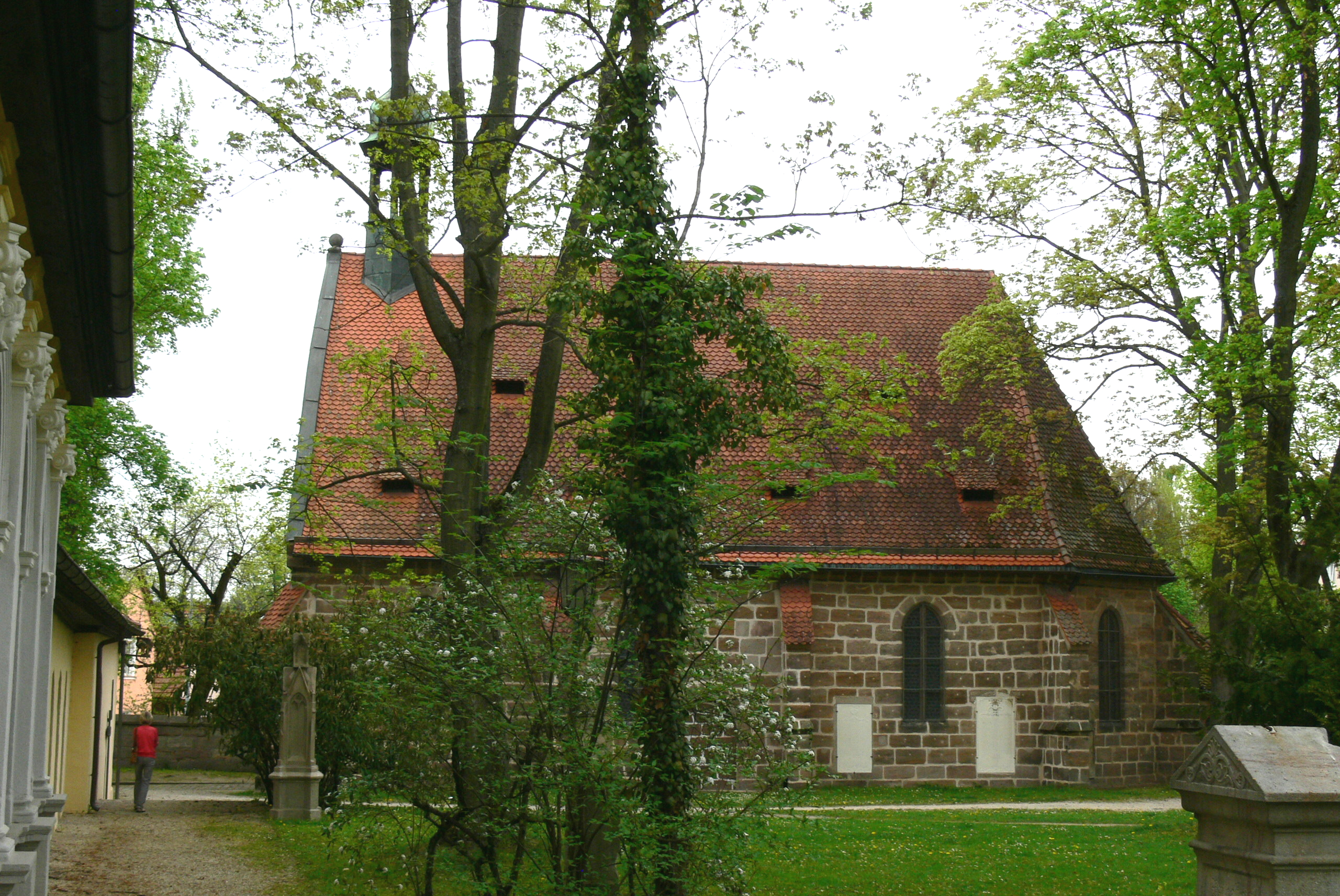
聖三位一体教会
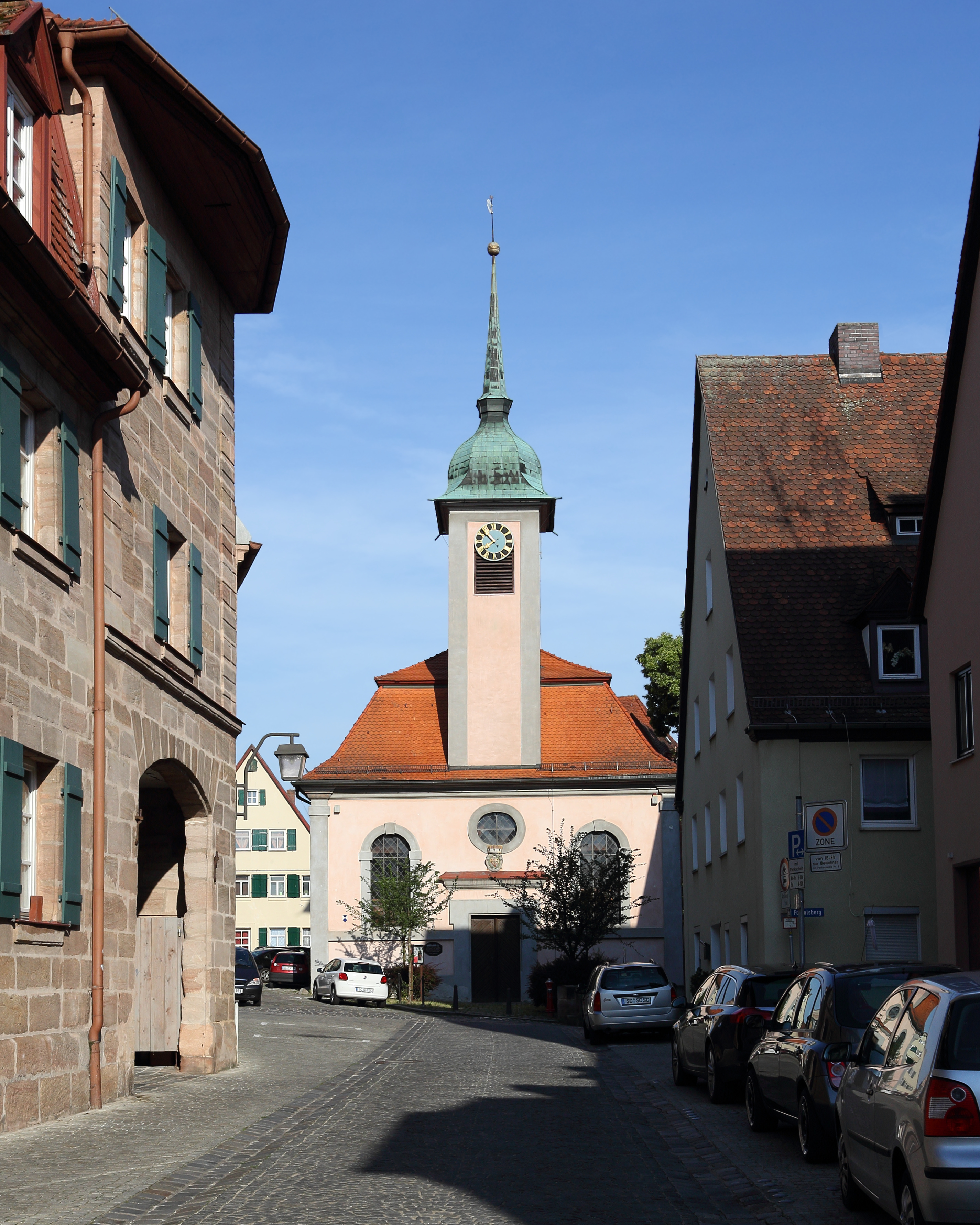
フランス教会
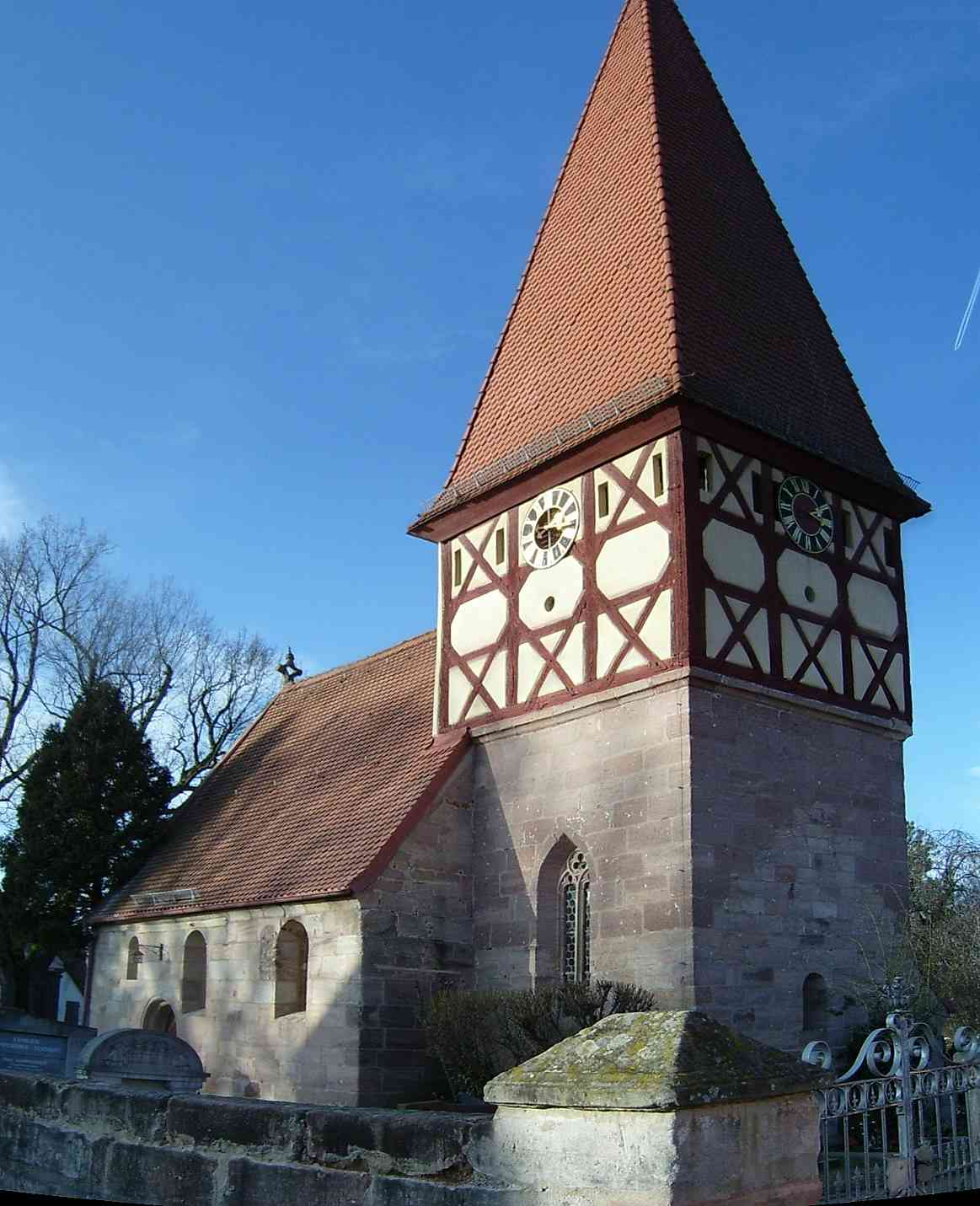
聖ヤーコブス教会
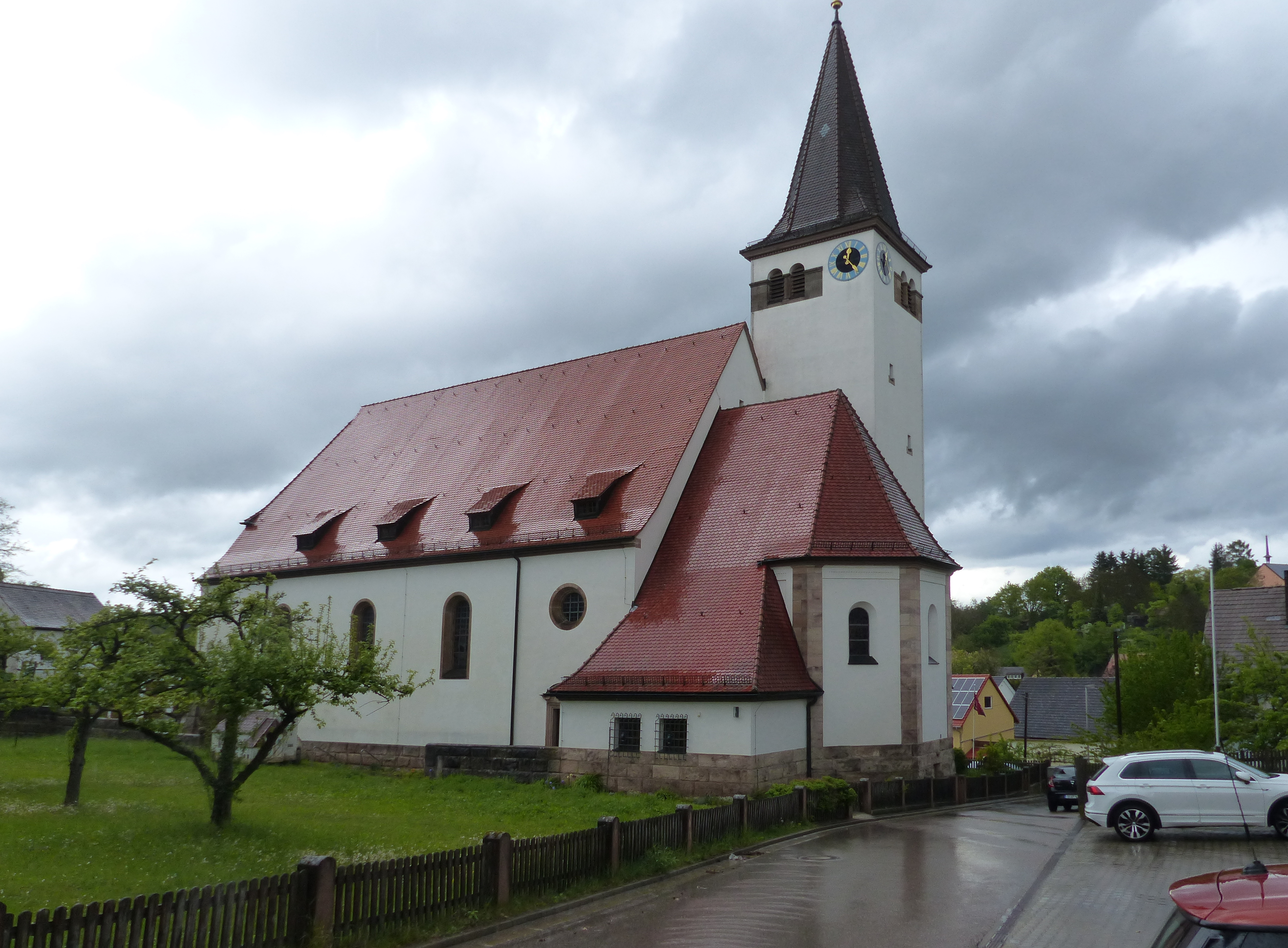
ディータースドルフの聖ゲオルクス教会
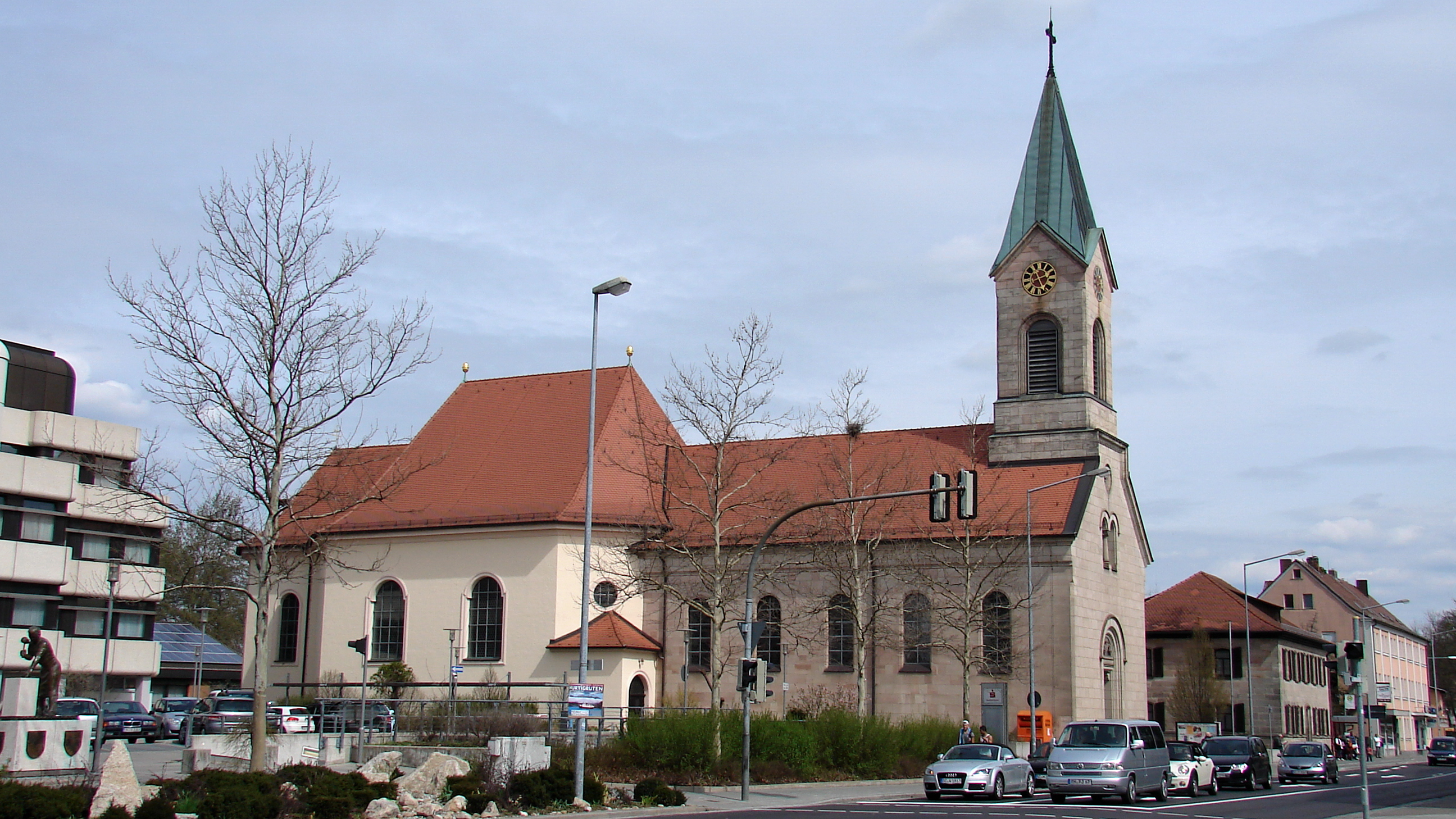
聖ゼーバルト教会

#### モスク

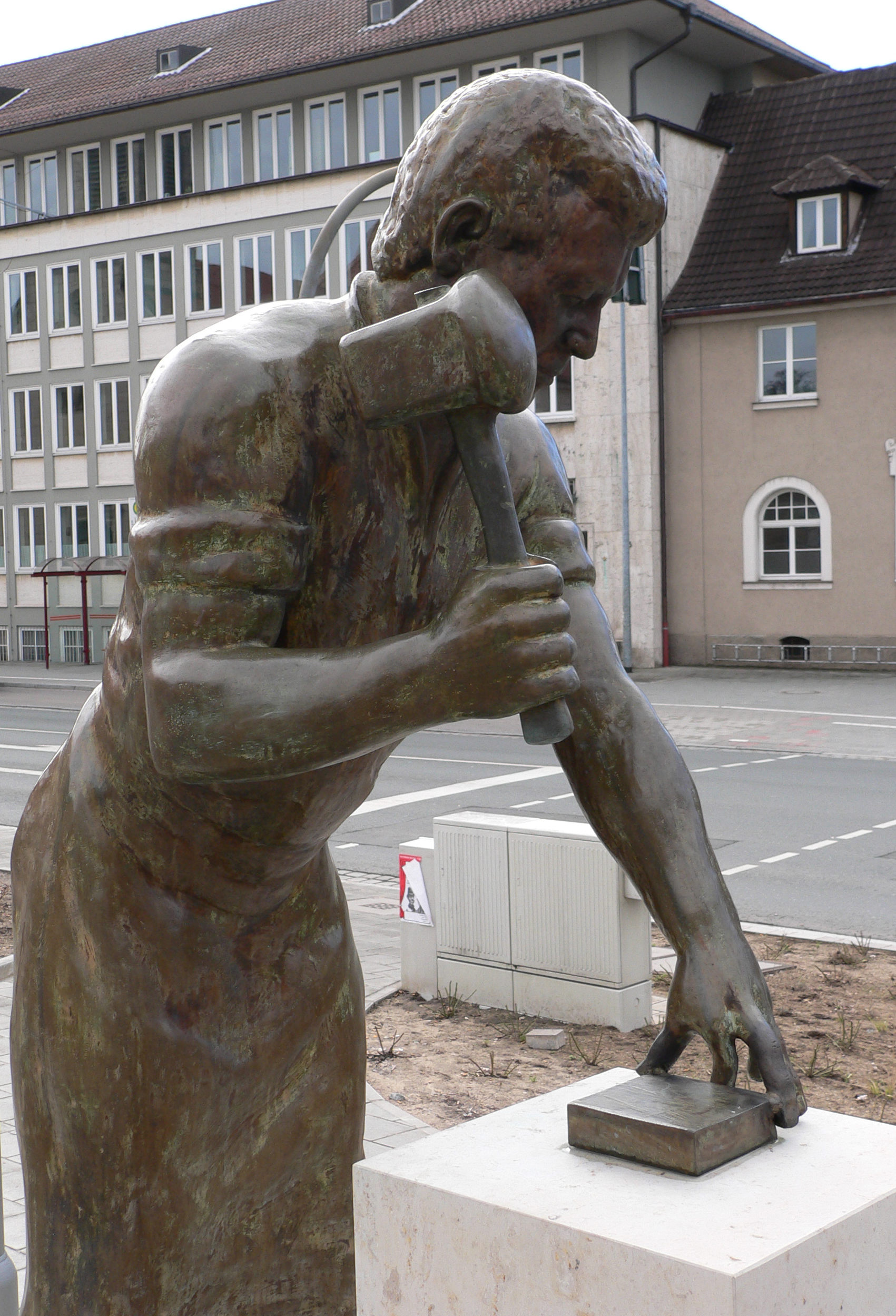
ゴルトシュレーガー像

- ゴルデーネ・モスク（黄金のモスク）
- Hak Yol Camii

#### 泉
- 1717年に完成したマルクト広場の泉には辺境伯家の肖像が飾られている。
- 「ゴルトシュレーガー」（直訳: 金箔師）。1988年に彫刻家アンドレアス・トイヒェルトが作成した泉で、金箔師ヴェルナー・ヴォルフの仕事姿を象っている。

### 保護地域
シュヴァーバッハには12箇所の景観保護地区、1箇所のFFH-地域が指定されている（2016年3月現在）

### その他
- ビュルガーハウスの市立ギャラリーがシュヴァーバッハ芸術家連盟 e.V. によって運営されている。
- 芸術遊歩道「ゴルデーネ・マイレ」が旧市街内を通っている。
- シュヴァーバッハの南、ハイデンベルク内に、全長 14 km の「伝承の遊歩道」がある。
- 金箔師の観光工房「ゴルデネン・アイ」
- 旧シナゴーグ、ラビ館、仮庵、ユダヤ博物館
- シュヴァーバッハのマリオネット劇場
- 「シュヴァーバッハ・リースト」市民による市民のための朗読会シリーズ

### 年中行事
- シュヴァーバッハを練り歩く謝肉祭のパレード
- 子供の教会祭
- ヴィルテフェスト（6月）
- 消防団の夏の夜祭り（6月/7月）
- 市民祭（7月）
- 「オルトゥング」、1999年から2年ごとのサイクルで開催される芸術展覧会、「金箔師の夜」と交互に開催される（8月）。
- 「ディー・シュヴァーバネーゼン」のリンデンフェスト（8月）
- 教会祭（「ケルヴァ」）（9月）
- 「レースアールト/シュヴァーバッハの文学の日」1997年から毎年11月に開催される文学祭で、国内外の著名な作家が招待される。
- クリスマスマーケット

### スポーツ
- SV ウンターライヒェンバッハのサッカー部門からは、マンフレート・リッチェル（ドイツ語版、英語版）、ローラント・ヴァプラ、クリスティアン・アイグラー（ドイツ語版、英語版）といった有名選手が輩出されている。
- 1992年から毎年10月に TV 1848 シュヴァーバッハ主催のシュヴァーバッハー・シティーラウフ（シュヴァーバッハのシティーレース）が、21.1 km（ハーフマラソン）、8.7 km、5.4 km のコースで開催される。

### クラブ、協会、団体
- DJK シュヴァーバッハ、1922年設立
- SC 04 シュヴァーバッハ
- TV 1848 シュヴァーバッハは1848年9月18日設立のシュヴァーバッハで最も古いスポーツクラブであり、15部門約2,800人の会員を擁する同市最大のスポーツクラブである。
- シュヴァーバッハ消防協会、1411年設立
- トルコ＝イスラム教会 DITIB - シュヴァーバッハ
- シュヴァーバッハ芸術家連盟 e.V.、1948年1月3日設立
- シュヴァーバッハ飛行クラブ e.V.、1928年創設の航空スポーツクラブ、会員数約 120人、ビューヒェンバッハ飛行場
- シュヴァーバッハ騎馬・乗馬クラブ u.U.e.V.、1955年創設、会員数約 250人、乗馬競技の奨励と実施
- フォトクラブ・シュヴァーバッハ e.V.、1991年10月18日設立、会員数約 50人、シュヴァーバッハのイベントなどで活動し、定期的に展覧会を開いている。
- RMSC ゾリダーリテート・シュヴァーバッハ e.V.、1899年設立、会員数約 90人、サイクルフィギュアおよび一輪車のクラブ。定期的にイベントを開催している。
- シュヴァーバッハ水泳クラブ e.V.、1952年設立、会員数約 300人、競技スポーツあるいはレジャースポーツとしての水泳。毎年3月にこの地域では有名な水泳大会「ヴァッサーラッテン・ウント・ヴァッサーフレーエ＝トレッフェン」や6月に「ゴールドスプリンター杯」を開催している[25]。
- ヴォルカースドルフ住民共同体 e.V. は、活動的な地区クラブである。
- リムバッハ住民会 e.V.、1982年設立、会員数 200人以上、活発な住民集会を行い、地区広報紙「デア・リムバッハー・ボーテ」を発行している[26]。
- ロータリー・クラブ・シュヴァーバッハは2019年に発足した。このクラブは、「超我の奉仕」というロータリーの精神に則り、シュヴァーバッハでの慈善プロジェクトを推進し、世界中の若者の出会いと教育を支援する。

### 躓きの石
シュヴァーバッハでは2014年に、ナチ政府のホロコーストの犠牲者を追悼する8基の「躓きの石」が埋設された。中には企業家のヴァルター・ツーフマン（1891年 - 1942年）とラビのザロモン・マネス（1871年 - 1960年）が含まれる。2人は亡命を余儀なくされた。

## 経済と社会資本
シュヴァーバッハは、ニュルンベルクに隣接し、数多くの通勤客が隣接都市および一部はエアランゲンに通勤しており、経済的に頑健なことが特徴である。
2016年のシュヴァーバッハ市内における総生産 (BIP) は13億8千万ユーロであった。これは人口1人あたり34,015ユーロにあたる（バイエルン州平均 44,215ユーロ/人、ドイツ平均 38,180ユーロ/人）。本市には2017年6月30日現在社会保険支払い義務のある労働者が16,342人住んでおり、16,045人がこの街で働いている。2019年11月現在の失業率は 3.0 % である。
未来アトラス2019はシュヴァーバッハを、ドイツ全土で401の郡、市町村連合、郡独立市の中で108位に位置づけ、「軽度のチャンスを有する」街と格づけている。

### 金箔
シュヴァーバッハは、金箔と世界中に輸出されているその加工品で有名である。世界の多くの見所でシュヴァーバッハの金箔が用いられている:
- ロンドンのバッキンガム宮殿
- ベルリンの戦勝記念塔の女神像
- モン＝サン＝ミシェル修道院教会の大天使ミカエル像
- パリ、廃兵院の内装
- アーベンスベルク（ドイツ語版、英語版）のクッフルバウアー塔
- ウクライナの正教会の塔
- UAEの宮殿ドーム

この他にも世界中の名所でシュヴァーバッハの金箔を観ることができる。
14,000枚のシュヴァーバッハの金箔で飾られた市庁舎の黄金のホールは、クルト・ゼヴェリーンとマックス・フリーゼによって造られた。シュヴァーバッハは2004年にシュヴァーバッハの金箔500周年を祝った。金箔の職人はほとんどいなくなったが、現在4社が営業している。これによりこの街は、金箔製作の中心地という呼称を世界中に主張している。金箔は現在も「シュヴァーバッハの黄金水」の原料である。これは、「グダニスクの黄金水」に倣って作られた、細かい金箔を含んだスパイスの効いたリキュールである。

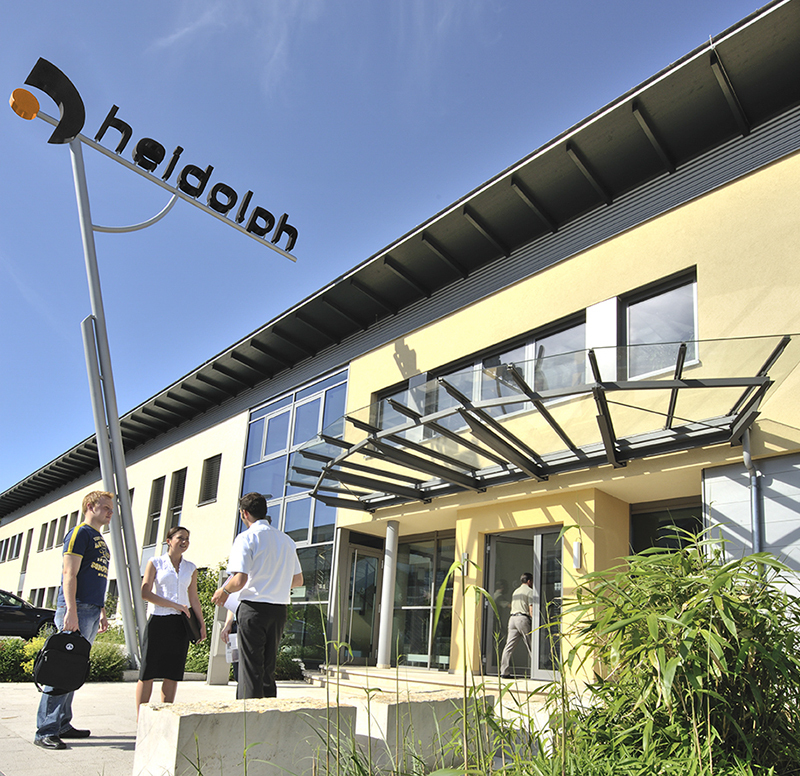
ハイドルフ・インストゥルメント

### その他の産業
過去数世紀、ビール醸造や金箔製造といった手工業と、釘や針金製造といった初期の工業系企業が経済の歴史を担ってきた。現在では、主に中規模の、製造業、手工業、サービス業の広範なスペクトラムがこの街を特徴付けている。こうした企業の多くが、一部は連邦レベルのリーダー企業となるようなニッチな市場で活動している。たとえば、針金やケーブル製造機械のニーホフ機会製造や主に化学・薬学産業の実験器具を製造するハイドルフ・インストルメンツ社などである。リーベ・グループは100年以上前からシュヴァーバッハに存在している。この会社は、接合材料、スプリング、施設工学、電子装置を国際的な市場に向けて開発・製造している。シュヴァーバッハには、2011年にオランダのグランドヴィジョン B.V. グループ傘下となったアポロ光学の本社がある。織布産業ミスター*レディーは、集約的配送センターを含め、その本社を、2015年に西部産業地区に移転した。

### 健康と食品安全性の州立アカデミー
シュヴァーバッハには2012年から「北バイエルン健康と食品安全性のアカデミー」がある。これは、エアランゲンに本部を置く「バイエルン州健康および食品安全局」の下部組織である。

### 救助体制、緊急事態、大災害マネジメント研究所 (IREM)
IREM は、ヴュルツブルク＝シュヴァインフルト応用科学大学 (FHWS) の下部機関として2015年3月にオープンした。研究分野は、救命サービスの効果的な投入と大災害に対する防御である。

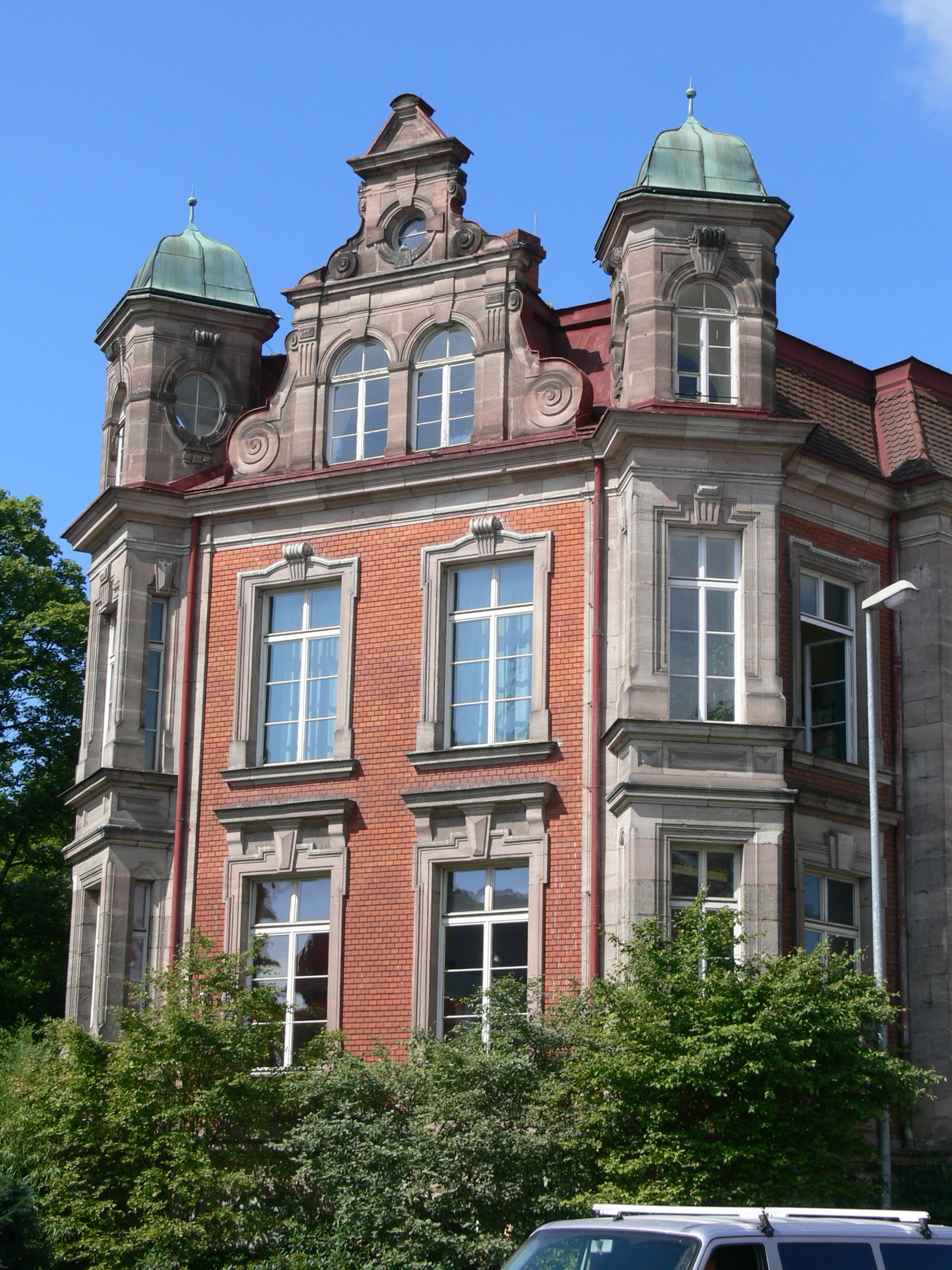
アダム＝クラフト＝ギムナジウムの旧校舎

### 学校
アダム＝クラフト＝ギムナジウムの他に、音楽のヴォルフラム＝フォン＝エッシェンバッハ＝ギムナジウムがシュヴァーバッハにある。この街は、市立経済学校と職業高等学校を有している。州は、ヘルマン＝シュタム実科学校と職業学校を本市の市内で運営している。この他に本課程学校 2校、基礎課程学校 4校がある。特別教育養護学校 SFZ（「シューレ・アム・ムゼウム」）とシュヴァーバッハ＝ロート生活援助のハンス＝ペーター＝ルフ＝シューレが養護学校分野をカバーしている。シュヴァーバッハには、アドルフ＝フォン＝ヘンゼルト音楽学校やシュヴァーバッハ市民大学がある。

### 幼稚園
市内には、様々な団体が運営する幼稚園が 17園ある。

### 病院
根本的に近代化され、多くの部分が新しく建設されたシュヴァーベン市立病院は200床を有し、内科、救急・一般外科、麻酔科、耳鼻咽喉科を有している。婦人科と助産部門は2015年から廃止された。この病院は、看護職業専門学校および理学療法・マッサージ職業専門学校（運営: DEB ドイツ成人教育）と提携している。

### プール
シュヴァーバッハには2つのプールがある。夏期の、歴史的なビアガーデンや原始からの木々がある家族向けのパークバートと、冬期のスポーツ指向の屋内プールである。

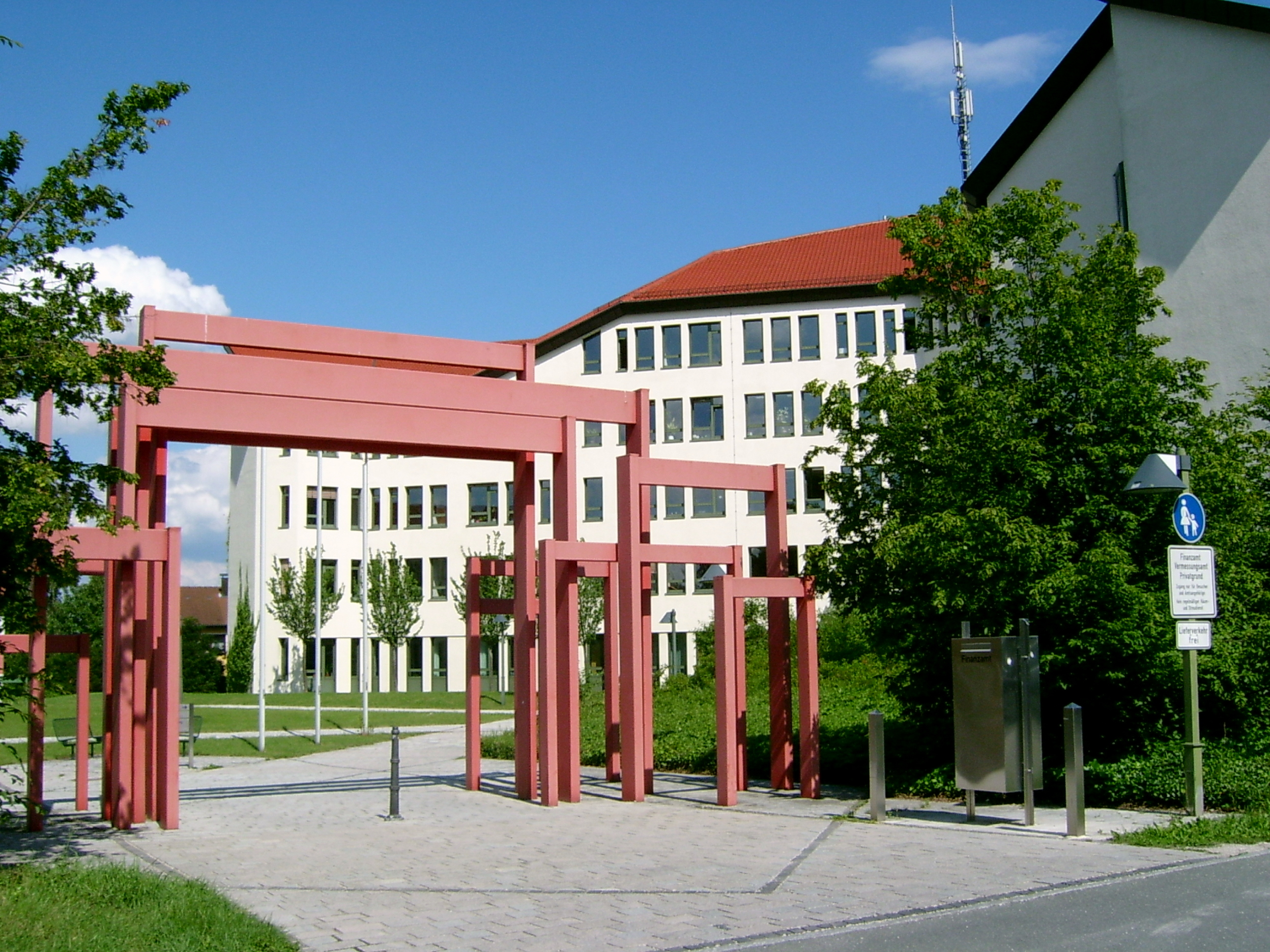
シュヴァーバッハ税務署

### 官庁
シュヴァーバッハには様々な官庁が存在している。たとえば、区裁判所、税務署、バイエルン州の北部分所、州の測量・地理情報局、シュヴァーバッハ測量局（ヴァイセンブルク分所を含む）などである。この他に様々な警察機関も存在する。たとえば、シュヴァーバッハ犯罪警察監査局、警察監査局およびバイエルン州警察のミッテルフランケン警察本部の一部である水難防止警察バイエルン中央署などである。

### 交通
シュヴァーバッハは、比較的良好な交通インフラを有している。鉄道ニュルンベルク - アウクスブルク - ミュンヘン線の駅により、本市は地方交通および ニュルンベルク S-バーン 2号線が、繁忙時間帯には20分間隔でニュルンベルクおよびロートへ運行している。市内にはシュヴァーバッハ駅の他にシュヴァーバッハ＝リムバッハ駅もある。また、シュヴァーバッハ市内を運行する市バスおよびニュルンベルク＝レーテンバッハ行きのニュルンベルク市バスが運行している。ニュルンベルク＝レーテンバッハではニュルンベルク U-バーンに接続する。週末には1時間ごとにニュルンベルクからの夜行バスが運行されている。アウトバーン A6号線が市域の南部を横切っており、シュヴァーベン西およびシュヴァーベン南の2つのインターチェンジがある。さらに連邦道 B2号線と B466号線にも接続している。この他の交通路としてライン・マイン・ドナウ運河が東の市境に接しており、シュヴァーバッハの南 10 km にシュヴァーバッハ飛行場がある。2011年にシュヴァーバッハでの交通事故死がなかったことは、特筆に値する。

### メディア
シュヴァーバッハでは2006年までローカル面が印刷されており、ニュルンベルクで「ニュルンベルガー・ナハリヒテン」(NN) の残りの面と併せて、「シュヴァーバッハー・タークブラット」(ST) として販売されていた。出版者の死後に NN が ST を買収して以降、新聞全体がニュルンベルクで印刷されている。ただし編集は引き続きシュヴァーバッハでなされている。
アクセル・シュプリンガー の 100 % 子会社であるアクセル・シュプリンガー自動車出版は、シュヴァーバッハに本社を構えている。ここでは主に、「アウト・ビルト・アルラート」、「アウト・ビルト・モータースポーツ」、「アウト・ビルト・スポーツカーズ」が刊行されている。

## 人物

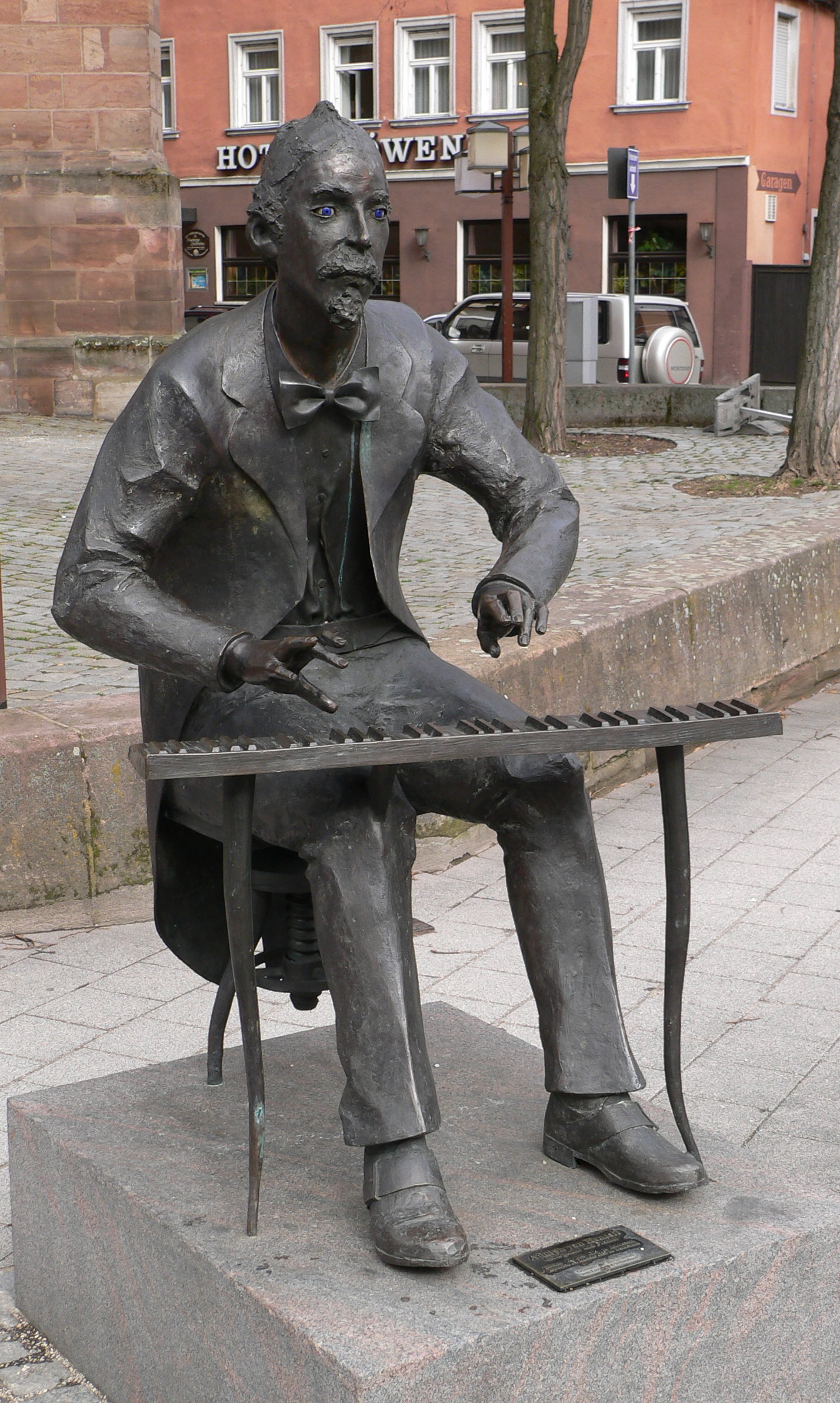
シュヴァーバッハにあるアドルフ・フォン・ヘンゼルト像

### 出身者
- ヨハン・ゴットフリート・ツィン（ドイツ語版、英語版）（1727年 - 1759年）医学者、植物学者
- アドルフ・フォン・ヘンゼルト（1814年 - 1889年）作曲家、ピアニスト
- アントン・フリードリヒ・フォン・トレルチュ（1829年 - 1890年）医師、耳科学者
- エラスムス・キトラー（1852年 - 1929年）物理学者。電子工学の先駆者
- ハンス・シューベルト（ドイツ語版、英語版）（1897年 - 1976年）政治家。1949年から1953年まで連邦郵便・通信大臣を務めた。
- マティアス・フォルツ（ドイツ語版、英語版）（1910年 - 2004年）体操選手。1936年ベルリンオリンピックの団体総合で金メダル、跳馬と吊り輪で銅メダルを獲得した。
- マンフレート・リッチェル（ドイツ語版、英語版）（1946年 - ）サッカー選手
- ヴァルター・ツィンマーマン（1949年 - ）作曲家
- フィリップ・チャウナー（1985年 - ）サッカー選手